# Nazionale maschile di calcio di Timor Est
La nazionale di calcio di Timor Est è la rappresentativa calcistica di Timor Est, posta sotto l'egida della Federaçao Futebol Timor-Leste ed affiliata all'AFC.
La squadra è estremamente giovane avendo giocato il suo primo incontro internazionale solo nel 2003 ed è entrata a far parte della FIFA il 12 settembre 2005.
Occupa la 197ª posizione nel ranking FIFA.

## Risultati in Coppa del Mondo
- Dal 1930 al 2006 - Non partecipante (fino al 1975 faceva parte dell'Impero Portoghese)
- Dal 2010 al 2026 - Non qualificata

## Risultati in Coppa d'Asia
- Dal 1956 al 2000 - Non partecipante
- 2004 - Non qualificata
- Dal 2007 al 2015 - Non partecipante

## Risultati in AFC Challenge Cup
- 2006 - Fu scelta per partecipare, salvo poi essere rimpiazzata

## Risultati in Tiger Cup
- Dal 1996 al 2002 - Non partecipante
- 2004 - Eliminata al 1º turno

## Rosa attuale
| 1  | P | Aderito         | 15 maggio 1997            | 13 | -? | Ponta Leste              |  |  |
| 12 | P | Fernando        | 18 giugno 1995            | 0  | 0  | Benfica Laulara          |  |  |
| 20 | P | Natalino        | 25 dicembre 2000          | 0  | 0  |                          |  |  |
|    |   |                 |                           |    |    |                          |  |  |
| 2  | D | Duarte          | 29 dicembre 2000          | 0  | 0  |                          |  |  |
| 3  | D | Gaspar          | 26 agosto 1996            | 1  | 0  |                          |  |  |
| 4  | D | Candido         | 2 dicembre 1997 (20 anni) | 8  | 0  | Ponta Leste              |  |  |
| 5  | D | João Panji      | 29 ottobre 2000           | 4  | 0  | Assalam F.C.             |  |  |
| 6  | D | Ade             | 2 giugno 1995             | 24 | 3  | Ponta Leste              |  |  |
| 13 | D | Gumario         | 18 ottobre 2001           | 8  | 0  | Boavista                 |  |  |
| 17 | D | Victor          | 5 dicembre 1997           | 15 | 0  | Karketu Dili             |  |  |
| 18 | D | Filomeno Junior | 5 agosto 1998 (20 anni)   | 9  | 0  | Benfica Laulara          |  |  |
| 22 | D | Avigmas         | 24 dicembre 1999          | 15 | 1  | Boavista                 |  |  |
|    |   |                 |                           |    |    |                          |  |  |
| 8  | C | Mouzinho        | 26 giugno 2002            | 1  | 0  |                          |  |  |
| 11 | C | Gelvanio        | 8 ottobre 1998 (19 anni)  | 4  | 0  | Boavista                 |  |  |
| 14 | C | Elias           | 27 marzo 2002             | 1  | 0  |                          |  |  |
| 15 | C | Armindo         | 18 aprile 1998            | 4  | 0  | Académica                |  |  |
| 16 | C | Danilson        | 15 maggio 2001            | 1  | 0  |                          |  |  |
| 19 | C | Gali            | 31 dicembre 1996          | 3  | 0  | Benfica Laulara          |  |  |
| 23 | C | Osvaldo         | 18 ottobre 2000           | 8  | 0  | Karketu Dili             |  |  |
|    |   |                 |                           |    |    |                          |  |  |
| 7  | A | Rufino Gama     | 20 giugno 1998            | 18 | 7  | Karketu Dili             |  |  |
| 9  | A | Savio           | 28 agosto 1992            | 4  | 0  | Boavista                 |  |  |
| 10 | A | João Pedro      | 20 agosto 2000            | 8  | 2  | North Bangkok University |  |  |
| 21 | A | Kefi            | 27 gennaio 1997           | 10 | 0  | Boavista                 |  |  |